# 코르처

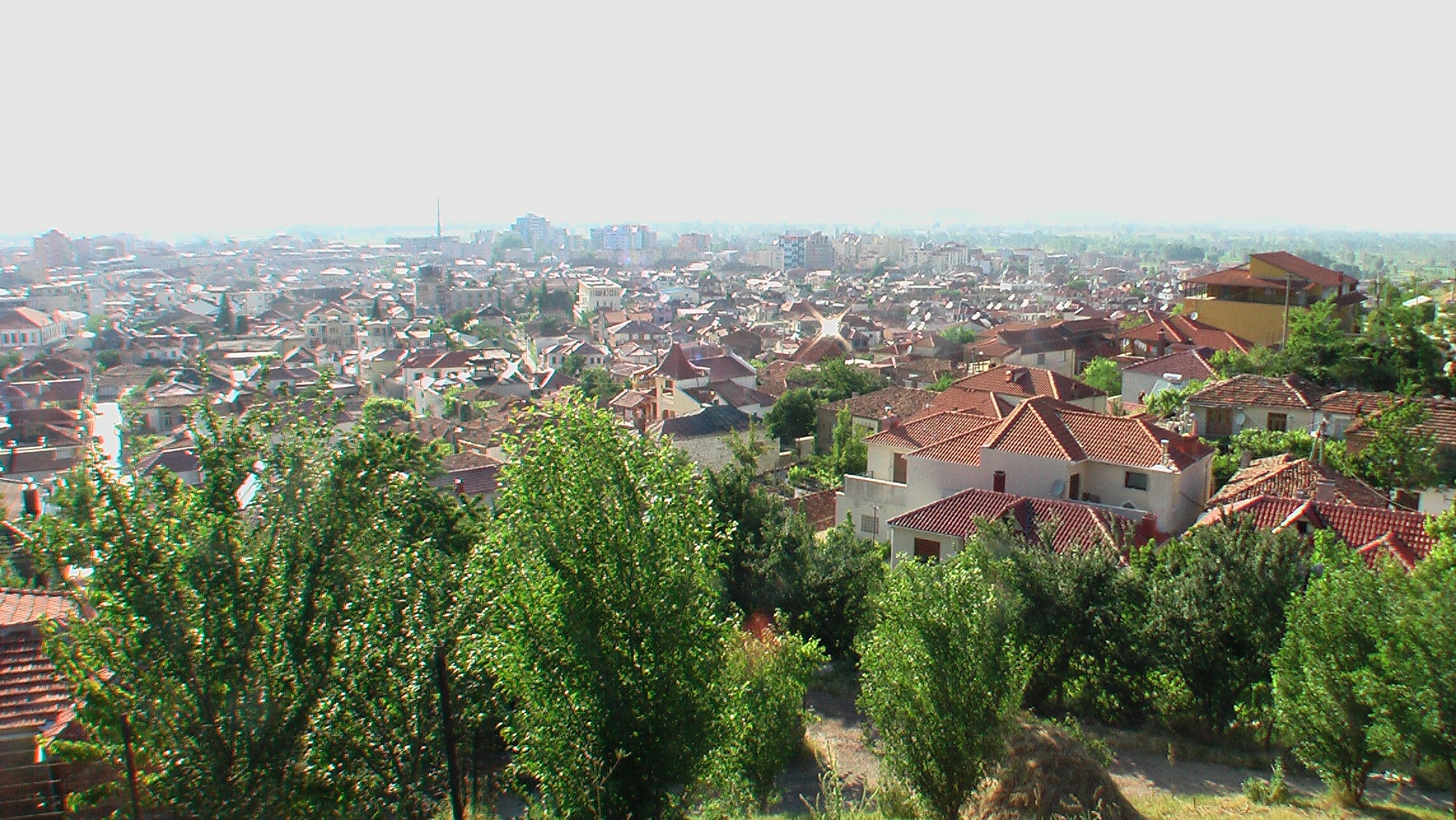
코르처 시가지

코르처(알바니아어: Korçë) 또는 코르차(알바니아어: Korça)는 알바니아 남동부에 위치한 도시로, 코르처 주의 주도이자 코르처현의 현청 소재지이며 인구는 57,758명(2008년 기준)이다. 그리스 국경과 가까운 편이며 알바니아에서 7번째로 큰 도시이다. 1989년 알바니아 인구 조사를 기준으로 전체 인구 가운데 97.8%는 알바니아인이고 2%는 마케도니아인, 0.2%는 그 외의 민족이다. 역사적으로 보면 오래 전에는 그리스의 지배를 받았고 훗날 프랑스가 코르처를 점유한 적이 있었다가 이후에는 알바니아의 공산화로 잠시 피폐한 적이 있었다.

## 인구
| 연도                      | 인구   | ±%     |
| ------------------------- | ------ | ------ |
| 1950                      | 25,831 | —      |
| 1955                      | 31,833 | +23.2% |
| 1960                      | 39,363 | +23.7% |
| 1969                      | 45,100 | +14.6% |
| 1979                      | 52,800 | +17.1% |
| 1989                      | 63,623 | +20.5% |
| 2001                      | 55,017 | −13.5% |
| 2011                      | 51,152 | −7.0%  |
| 출처: pop-stat.mashke.org |        |        |

## 기후
코르처의 기후는 고지 지중해성 기후(Dsa 혹은 Dsb)를 띈다. 여름에는 덥고 건조한 반면, 겨울에는 춥고 눈 또는 비가 자주 오는 특색을 가지고 있기 때문이다.
| Korçë의 기후             | Korçë의 기후 | Korçë의 기후 | Korçë의 기후 | Korçë의 기후 | Korçë의 기후 | Korçë의 기후 | Korçë의 기후 | Korçë의 기후 | Korçë의 기후 | Korçë의 기후 | Korçë의 기후 | Korçë의 기후 | Korçë의 기후 |
| 월                       | 1월          | 2월          | 3월          | 4월          | 5월          | 6월          | 7월          | 8월          | 9월          | 10월         | 11월         | 12월         | 연간         |
| ------------------------ | ------------ | ------------ | ------------ | ------------ | ------------ | ------------ | ------------ | ------------ | ------------ | ------------ | ------------ | ------------ | ------------ |
| 일평균 최고 기온 °C (°F) | 4 (40)       | 7 (45)       | 8 (46)       | 14 (57)      | 19 (66)      | 24 (75)      | 28 (82)      | 29 (84)      | 22 (72)      | 17 (62)      | 10 (50)      | 6 (43)       | 16 (60)      |
| 일평균 최저 기온 °C (°F) | −3 (27)      | −2 (29)      | −1 (30)      | 4 (39)       | 9 (48)       | 12 (53)      | 14 (57)      | 15 (59)      | 11 (51)      | 7 (44)       | 3 (38)       | −1 (31)      | 6 (42)       |
| 평균 강수량 mm (인치)    | 58 (2.3)     | 89 (3.5)     | 51 (2)       | 53 (2.1)     | 99 (3.9)     | 25 (1)       | 18 (0.7)     | 10 (0.4)     | 51 (2)       | 81 (3.2)     | 130 (5.2)    | 53 (2.1)     | 720 (28.3)   |
| 출처: Weatherbase        |              |              |              |              |              |              |              |              |              |              |              |              |              |